# 해운대역
해운대(해운대부민병원)역(Haeundae(Haeundae Bumin Hospital)Station, 海雲臺驛)은 부산광역시 해운대구 우동에 있는 부산 도시철도 2호선의 지하철역이다.

## 특징
해운대역 5번출구에서 559m(카카오맵 기준)떨어진 곳에 해운대해수욕장이 있으며, 전동차 내 안내방송도 파도소리와 갈매기소리를 곁들여 언급한다. 인근에 해운대구청, 해운대시외버스터미널이 있으나, 전동차내 안내방송에서는 언급되지 않는다. 이 역 앞에 옛 동해남부선 해운대역이 있었으나, 2013년 12월 2일에 선로 이설과 함께 해운대구 우동(해운대역 4번출구로 나오면 있음)으로 이전하였고, 역사의 흔적만 남아있다.

## 역사
- 2002년 8월 29일 : 부산 도시철도 2호선 개통과 함께 영업 개시

## 역 구조
2면 2선의 상대식 승강장이 있는 지하역이다. 스크린도어가 설치되어 있으며, 대합실을 통과하면 반대편 승강장으로 이동할 수 있으나, 동백방면 1곳은 이동할 수 없으므로 주의가 필요하다.

### 승강장
| 중동 ↑ |
| \| 상  |
| ↓ 동백 |

| 상행 | ● 부산 도시철도 2호선 | 중동·장산 방면                     |
| 하행 | ● 부산 도시철도 2호선 | 수영·서면·사상·덕천·호포·양산 방면 |

승강장 번호는 없다.

## 역 주변
- 해운대구청
- 해운대시외버스터미널
- 해운대해수욕장
- 해운대시장
- 세이브존 해운대점
- 홈플러스 스패셜(해운대점)
- 부산기계공업고등학교
- 역전치안센터
- 해운대 푸르지오 더원
- 우1동 주민센터
- CGV 해운대
- (구)해운대역 동해남부선

## 승차량 변동
| 역 노선 | 승차 인원 | 승차 인원 | 승차 인원 | 승차 인원 | 승차 인원 | 승차 인원 | 승차 인원 | 승차 인원 | 승차 인원 | 승차 인원 | 승차 인원 | 승차 인원 | 승차 인원 | 승차 인원 | 주 석 |
| 역 노선 | 2002년    | 2003년    | 2004년    | 2005년    | 2006년    | 2007년    | 2008년    | 2009년    | 2010년    | 2011년    | 2012년    | 2013년    | 2014년    | 2015년    | 주 석 |
| ------- | --------- | --------- | --------- | --------- | --------- | --------- | --------- | --------- | --------- | --------- | --------- | --------- | --------- | --------- | ----- |
| 2호선   | 2711      | 8788      | 9037      | 8428      | 8742      | 8941      | 9600      | 9666      | 10282     | 11651     | 12267     | 13235     | 13143     | 12547     | [ 1 ] |

## 사진

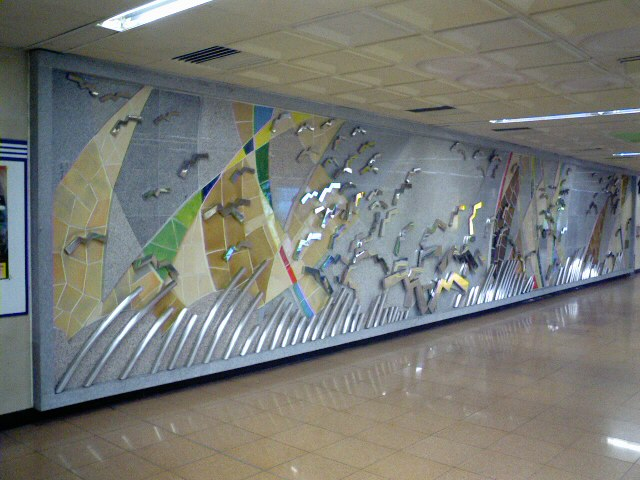
벽화 (양산 방면)

## 인접한 역
| 부산 도시철도 2호선 | 부산 도시철도 2호선   | 부산 도시철도 2호선 |
| ------------------- | --------------------- | ------------------- |
| 202 중동 장산 방면  | ● 부산 도시철도 2호선 | 204 동백 양산 방면  |

## 같이 보기
- 신해운대역